# Новая Пляшева
Но́вая Пляшева (укр. Нова Пляшева), до 2016 года — Жовтне́вое (укр. Жовтневе) — село в Козинской сельской общине Дубенского района Ровненской области Украины.
До 2020 года входило в Радивиловский район.
Население по переписи 2001 года составляло 775 человек. Почтовый индекс — 35534. Телефонный код — 3633. Код КОАТУУ — 5625882901.